# Kartal
Kartal är en ort (större by) i provinsen Pest i norra Ungern. Orten har 5 981 invånare (2024), på en yta av 29,13 km². Den ligger cirka 41,5 kilometer nordost om centrala Budapest.